# Peshang Rad
Peshang Khanka Rad, född 1 januari 1984 i Kurdistan, är en svensk skådespelare.

## Biografi
Peshang Rad föddes när hans familj befann sig på flykt från den persiska delen av Kurdistan. Efter åtta år på flykt kom familjen till Sverige, Rad var då två år. Han är yngre bror till skådespelaren Zardasht Rad.
Rad är utbildad vid Teaterhögskolan i Malmö 2007–2010. Han har haft roller i TV-serier som Innan vi dör (2016), Dejta (2020), Bäckström (2020) och Maffia (2025). Han har även haft roller på scen, bland annat Dramaten och Stockholms stadsteater.
Tillsammans med sin partner regissören Rojda Sekersöz har han en son.

## Filmografi i urval
- 2006 – Göta kanal 2 – kanalkampen
- 2007 – Beck – Den svaga länken
- 2007 – Kungamordet
- 2013 – On suffocation
- 2013 – Molanders
- 2015 – Arne Dahl: Himmelsöga
- 2015 – Gåsmamman
- 2015 – En underbar jävla jul
- 2016 – Syrror
- 2016 – Innan vi dör
- 2018 – Backstabbing for beginners
- 2019 – Bonusfamiljen
- 2020 – Dejta (TV-serie)
- 2020–2024 – Bäckström (TV-serie)
- 2023 – Tack och förlåt
- 2024 – Jana – Märkta för livet (TV-serie)
- 2025 – Maffia (TV-serie)

## Teater

### Roller
| År   | Roll                 | Produktion                                                             | Regi             | Teater              |
| ---- | -------------------- | ---------------------------------------------------------------------- | ---------------- | ------------------- |
| 2005 |                      | Sweet eighteen                                                         | Shari Strandmark | Teater replica      |
| 2006 |                      | Café Problem Marianne Goldman                                          | Ulla Kassius     | Kulturhuset         |
| 2007 |                      | Ett långt stycke liv Peter Harness                                     | Ragna Weisteen   | Teater Insite       |
| 2009 | Adam                 | Transit Ian Bruce                                                      | Claire Stopford  | Dramaten            |
| 2010 | Edmund               | Lång dags färd mot natt (Long Day's Journey into Night) Eugene O'Neill | Staffan Göthe    | Bryggeriteatern     |
| 2012 | Prins Escalus        | Romeo och Julia ( The Tragedy of Romeo and Juliet) William Shakespeare | John Caird       | Dramaten            |
| 2013 | Ayat                 | Återkomst Mina Azarian                                                 | Nasser Yousefi   | Riksteatern         |
| 2013 | Célimon, ung änkling | Misantropen (Le misanthrope) Molière                                   | Anna Pettersson  | Malmö Stadsteater   |
| 2014 | Noppe                | Malmö for the fittest Cristina Gottfridsson                            | Anette Norberg   | Malmö Stadsteater   |
| 2015 | Steffe               | Tjock-Steffe                                                           | Martin Lindberg  | Uppsala Stadsteater |
| 2016 | Adam                 | Yta (Shape of things) Neil LaBute                                      | Karl Seldahl     | Kompani1            |
| 2017 | Jonatan              | Bröderna Lejonhjärta Astrid Lindgren                                   | Ronny Danielsson | Uppsala Stadsteater |
| 2019 | Jonatan              | Bröderna Lejonhjärta Astrid Lindgren                                   | Ronny Danielsson | Uppsala stadsteater |
| 2020 |                      | Pitbull Lionel Spycher                                                 | Affe Ashkar      | Uppsala stadsteater |
| 2022 | Jonas ”Väggen” Berg  | Sviten Denise Rudberg och Mikaela Bley                                 | Lisa Ohlin       | Intiman             |